# Auburn (Californië)
Auburn is een plaats (city) in de Amerikaanse staat Californië, en valt bestuurlijk gezien onder Placer County.

## Demografie
Bij de volkstelling in 2000 werd het aantal inwoners vastgesteld op 12.462.
In 2006 is het aantal inwoners door het United States Census Bureau geschat op 12.995, een stijging van 533 (4.3%).

## Geografie
Volgens het United States Census Bureau beslaat de plaats een oppervlakte van
19,2 km², waarvan 19,1 km² land en 0,1 km² water. Auburn ligt op ongeveer 374 m boven zeeniveau.

## Plaatsen in de nabije omgeving
De onderstaande figuur toont nabijgelegen plaatsen in een straal van 24 km rond Auburn.

## Geboren
- Tomas Arana (3 april 1955), Acteur
- Kane Hodder (1955), Stuntman en Acteur
- Stacy Dragila (25 maart 1971),Polsstokhoogspringster
- Alexander Rossi (25 september 1991), Autocoureur